# Rookie
Pour les articles homonymes, voir Rookie (homonymie) et Recrue.

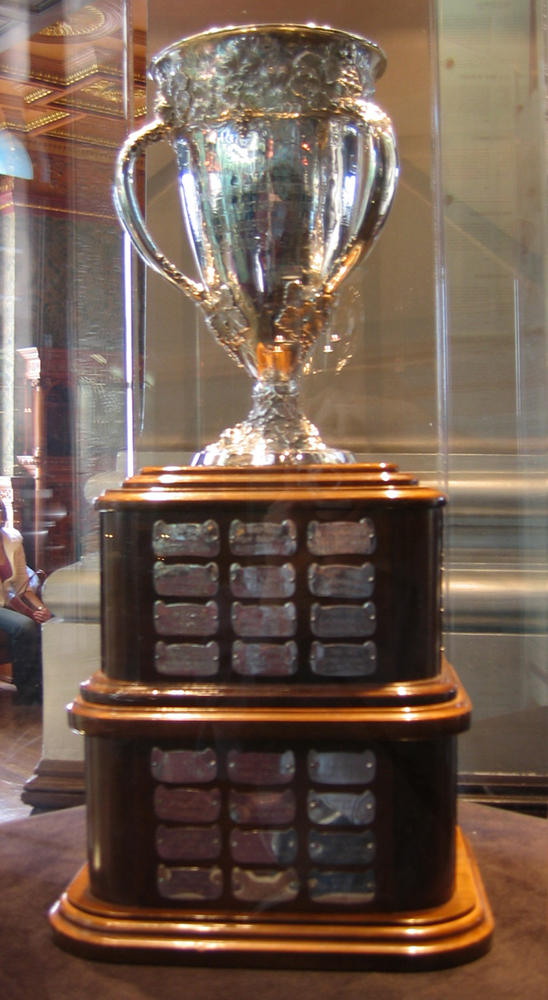
Le trophée Calder, coupe de la « Recrue de l'année » de la LNH.

Un rookie est, en Amérique du Nord, le pratiquant d'un sport lors de sa première année de compétition et, par extension, un nouveau venu dans une profession ou un domaine d'activité. L'équivalent en français est, selon le contexte, « (nouvelle) recrue », « débutant », « novice » ou « bleu ». 
Le « Rookie of the Year » (la « Recrue de l'année » au Canada français) est le meilleur débutant de la saison. Un titre ou un trophée portant le nom d'une personnalité éponyme est attribué à la fin de chaque saison dans de nombreux sports, notamment aux États-Unis et au Canada. Ainsi, dans la Ligue nationale de hockey, le joueur élu meilleure recrue de la saison reçoit le trophée Calder.

## Sport
Au Québec et au Nouveau-Brunswick, le terme « rookie », est considéré comme un anglicisme et le terme employé est plutôt « recrue », posant certains problèmes de compréhension aux autres francophones qui utilisent le terme de « recrue » pour tout sportif transféré, débutant ou pas. 
Dans les sports nord-américains, un « rookie » est un joueur débutant dans une ligue. Il peut être un ancien pro, ou pas, un jeune joueur ou un ancien. Le cas d'école du sportif américain sortant du système scolaire ou universitaire et qui passe professionnel, devenant ainsi « rookie », n'est pas la formule en usage dans l'ensemble des sports américains. Ainsi, en baseball, les joueurs sortant de l'université signent en professionnel mais poursuivent leur formation de joueurs au sein des clubs-écoles de la MLB. Ils rejoignent les ligues majeures en moyenne trois à quatre ans après leurs débuts en professionnels. Ainsi, la meilleure traduction en français du terme « rookie » semble être « débutant dans une ligue ». Cette traduction n'est toutefois pas assez précise, car il existe, selon les disciplines, des modalités particulières pour être « rookie ». 
Avant de jouer dans une ligue majeure, le joueur est un prospect de l'équipe à partir du moment où ses droits appartiennent à l'équipe.
Le concept de rookie est utilisé presque exclusivement dans le cadre des sports américains. Seul le cyclisme professionnel signale ses « débutants » en les nommant « néo-professionnels ». 
Dans certains clubs, les joueurs « rookies » doivent se soumettre à un bizutage.

### Ligue majeure de baseball
Pour être considéré comme un joueur recrue dans la Ligue majeure de baseball, un joueur ne doit pas avoir dépassé un certain nombre d'apparitions dans un match. Pour un frappeur ou joueur de position (excluant les lanceurs), un nouveau joueur n'est plus considéré comme une recrue dans une saison donnée s'il compte déjà 130 présences officielles au bâton en carrière avec un club de la ligue. Un lanceur ne sera pas considéré joueur recrue dans une saison s'il compte déjà 50 manches lancées en carrière dans la ligue. Tout joueur ne sera pas considéré recrue s'il a au cours d'une ou plusieurs autres saisons passé 45 jours dans l'effectif actif d'une ou plusieurs équipes, excluant le temps passé sur la liste des joueurs blessés ou dans l'effectif actif qui est augmenté de 25 à 40 joueurs après le 1er septembre chaque année. Un joueur peu utilisé à ses débuts peut ainsi effectuer sa saison de rookie en deuxième, troisième, ou énième année dans une ligue, majeure ou pas, d'ailleurs. 
Le prix de la recrue de l'année est décerné annuellement au nouveau joueur le plus méritant depuis 1947. L'athlète remporte un trophée appelé J. Louis Comiskey Memorial Award de 1947 à 1986 et, depuis 1987, le Jackie Robinson Award.

### Ligue Nationale de Hockey
Selon le règlement de la Ligue nationale de hockey (LNH), un joueur est considéré comme jouant sa saison « rookie » à partir du moment où  :
- Il n'a pas joué 25 matchs ou plus lors d'une saison régulière précédente ;
- Il est âgé de 26 ans ou moins ;

Ainsi, un joueur peut avoir réalisé plusieurs apparitions dans la LNH, être connu du public ou avoir remporté des prix (par exemple, Matthew Murray) et être considéré comme recrue la saison suivante (jouant plus de 25 matchs). Dans la LNH, les joueurs recrues signent des contrats avec un règlement particulier, qui impose un montant maximum pour le salaire et une période maximale de contrat. Appelé « contrat d'entrée », ils ne peuvent dépasser trois années . 
Le Trophée Calder (Calder Memorial Trophy) est remis au joueur de hockey sur glace qui a su démontrer des qualités exceptionnelles durant sa première saison en tant que joueur dans la LNH (aussi appelé en anglais « Rookie of the Year »).

## Hors du contexte sportif
Par extension, on parle couramment aux États-Unis de « rookie » hors du cadre sportif, quand on veut signifier qu'une personne débute dans une activité et n'est pas encore aguerrie : c'est l'équivalent exact du français «  bleu », dans les domaines militaire et policier. Ainsi une série télévisée américaine, lancée en 2018, qui relate les difficultés d'un policier débutant à Los Angeles, s'intitule The Rookie. 

## Dans la culture populaire

### Cinéma
Le terme « rookie » est employé dans le film d'animation Cars : les deux commentateurs de la Piston Cup l'utilisent pour désigner Flash McQueen. Dans la version française, ils précisent : « Ce rookie, ce nouveau venu si vous préférez, était totalement inconnu en début de saison ».

### Jeux vidéo
On retrouve communément le terme de rookie des niveaux de nombreux jeux vidéo.